# Tillandsia lydiae
Tillandsia lydiae är en gräsväxtart som beskrevs av Renate Ehlers. Tillandsia lydiae ingår i släktet Tillandsia och familjen Bromeliaceae. Inga underarter finns listade i Catalogue of Life.